# 祖耶夫卡區

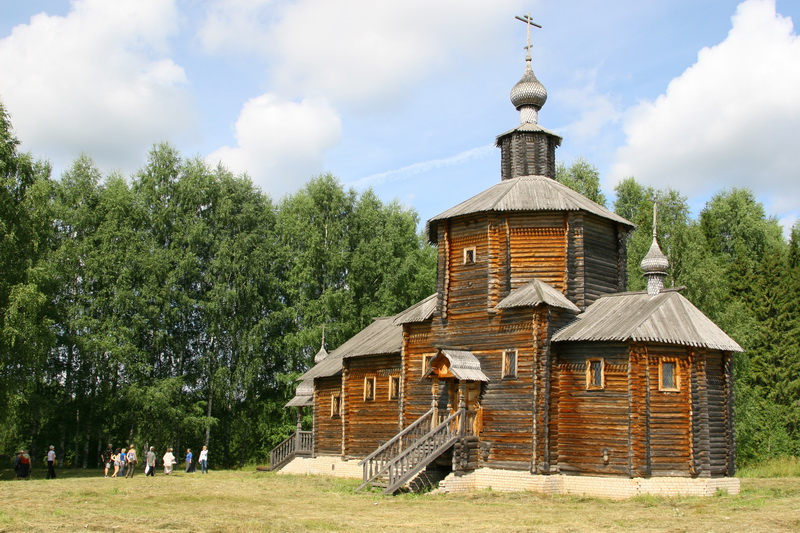

58°24′N 51°08′E / 58.400°N 51.133°E
祖耶夫卡區（俄语：Зуевский район），是俄羅斯的一個區，位於該國西部，由基洛夫州負責管轄，面積2,820平方公里，2010年該區人口22,586，人口密度每平方公里8.01人。